# Cikulak
Cikulak is een bestuurslaag in het regentschap Cirebon van de provincie West-Java, Indonesië. Cikulak telt 6520 inwoners (volkstelling 2010).